# Trigwell Island
Trigwell Island ist Insel in der Prydz Bay an der Ingrid-Christensen-Küste des ostantarktischen Prinzessin-Elisabeth-Lands. In den Vestfoldbergen liegt sie unmittelbar westlich von Flutter Island und 1,5 km westlich der Breidnes-Halbinsel.
Norwegische Kartografen kartierten sie anhand von Luftaufnahmen der Lars-Christensen-Expedition 1936/37. Wissenschaftler einer von 1957 bis 1958 dauernden Kampagne im Rahmen der Australian National Antarctic Research Expeditions nahmen eine neuerliche Kartierung vor und gaben der Insel ihren Namen. Namensgeber ist Elliott Sydney Trigwell (* 1918), Leiter des Funkverkehrs auf der Davis-Station im Jahr 1958.